# أهلي طنجة لكرة اليد
نادي أهلي طنجة لكرة اليد هو فريق كرة يد يمثل مدينة طنجة يلعب في الدوري المغربي لكرة اليد الدرجة التانية. تأسس الفريق سنة 2019 ويشمل فريق الذكور والاناث.

## تأسيس الفريق
بعد المشاركة في بطولة طنجة الكبرى لكرة اليد إناث و تسجيل نتائج جيدة في كل الفآت :
المركز الأول فأة أقل من 17 سنة.
المركز الثالث فأتي أقل من 19 سنة و أقل من 15 سنة.
قرر الأستاذ محمد الفيلالي الإنخراط بالفريق في عصبة طنجة تطوان الحسيمة والمشاركة في القسم الوطني الثاني إناث.
بعد سنتين من مشاركة فريق الإناث في البطولة و صعودهم أنشئ فريق الذكور .

## التسمية
تأسيس الفريق كان بمشاركة أباء وأمهات وأولياء أمور الاعبات وشكلوا أول مكتب مسير. بسبب العلاقة الطيبة التي تجمع أهل الاعبات مع الاستاذ محمد الفيلالي وأيضا أفراد الفريق ببعضهم وخاصة صفة القرابة التي تربط غالبية اللاعبات إختارو أهلي كإسم للفريق.

## شعار الفريق
أول شعار إعتمده الفريق وهو شعار عادي مستمد من شعار فريق بايرن ميونيخ الألماني.
الشعار الحديث للفريق حيث تم تجديده ليكون ذا هوية طنجاوية ، وهذا ما يتمثل في الخلفية و مغارة هرقل أما النسر فيمثل كيان النادي الأهلي .

## إنجازات
إستطاع فريق الإناث تحقيق الصعود إلى القسم الأول خلال أول سنتين للفريق. بينما يلعب فريق الذكور في القسم الثاني.